# Ramiro Quintana
Ramiro Quintana (Buenos Aires, 7 de marzo de 1977) es un jinete argentino que compite en la modalidad de salto ecuestre. Ganó una medalla de plata en los Juegos Panamericanos de 2015, en la prueba por equipos.

## Palmarés internacional
| Juegos Panamericanos | Juegos Panamericanos | Juegos Panamericanos | Juegos Panamericanos |
| Año                  | Lugar                | Medalla              | Categoría            |
| -------------------- | -------------------- | -------------------- | -------------------- |
| 2015                 | Toronto (Canadá)     | Medalla de plata     | Por equipos          |